# Saxifraga pubescens
Saxifraga pubescens là một loài thực vật có hoa trong họ Saxifragaceae. Loài này được Pourr. miêu tả khoa học đầu tiên năm 1788.